# Augiades
Augiades es un género de lepidópteros ditrisios de la subfamilia Eudaminae  dentro de la familia Hesperiidae.

## Especies
- Augiades crinsius
- Augiades epimethea